# Neal Wood
Neal Wood, né le 28 mars 1971, est un coureur cycliste britannique, spécialiste du BMX.
Médaillé d'argent du BMX cruiser lors des mondiaux de BMX 1997, il a participé aux X Games en 2001 et 2003.

## Palmarès en BMX

### Championnats du monde
- Saskatoon 1997
  -  Médaillé d'argent du BMX cruiser
  - 7e du BMX
- Louisville 2001
  - 5e du BMX cruiser